# ایستگاه متروی لدبروک گرو
ایستگاه متروی لدبروک گرو (انگلیسی: Ladbroke Grove tube station) یکی از ایستگاه‌های خط همرسمیت و سیتی و خط سیرکل متروی لندن است.
این ایستگاه که در منطقه سلطنتی کنزینگتون و چلسی قرار دارد در سال ۱۸۶۸ میلادی تأسیس شده است.

## نگارخانه

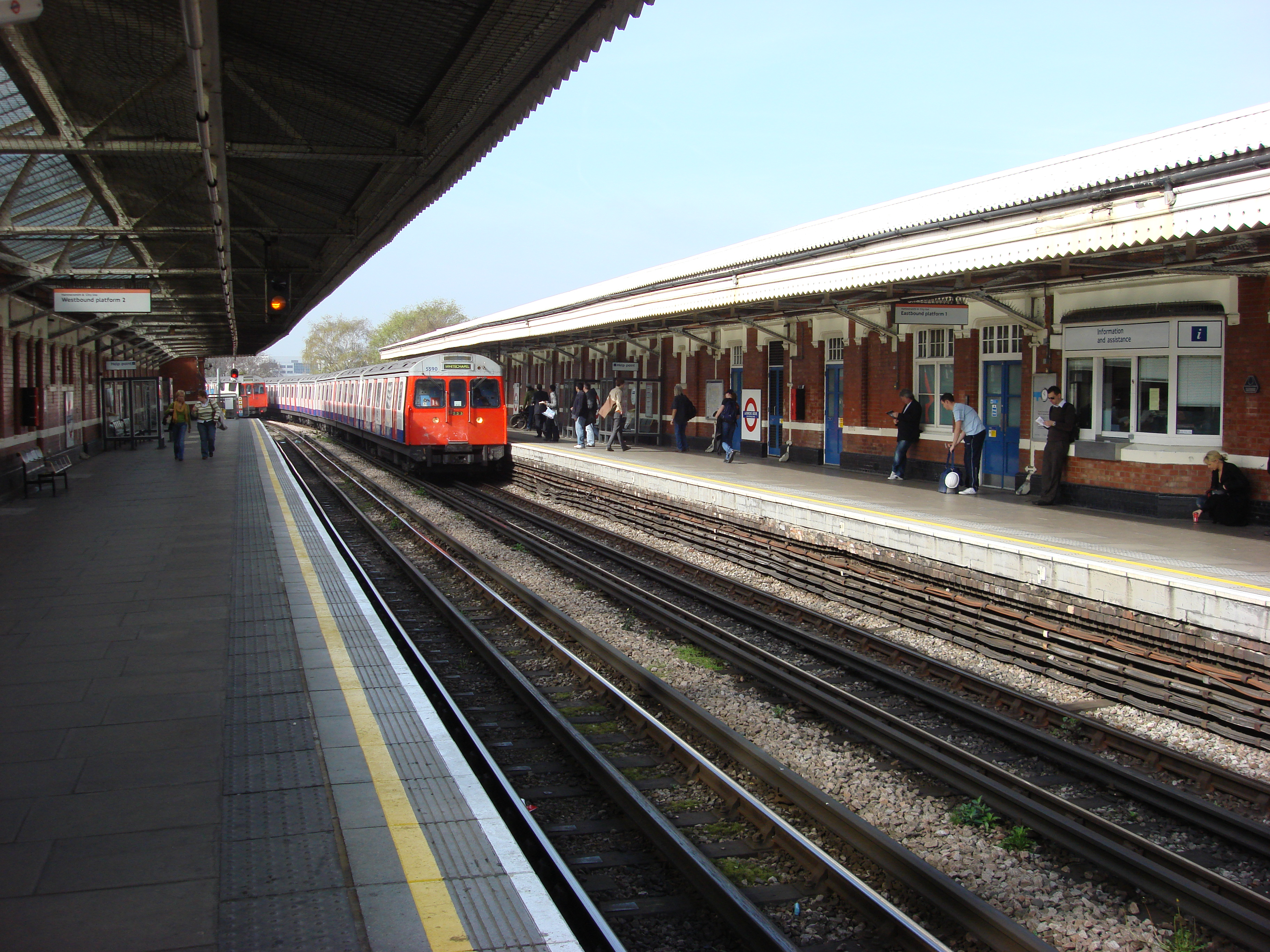
View from the Westbound platform
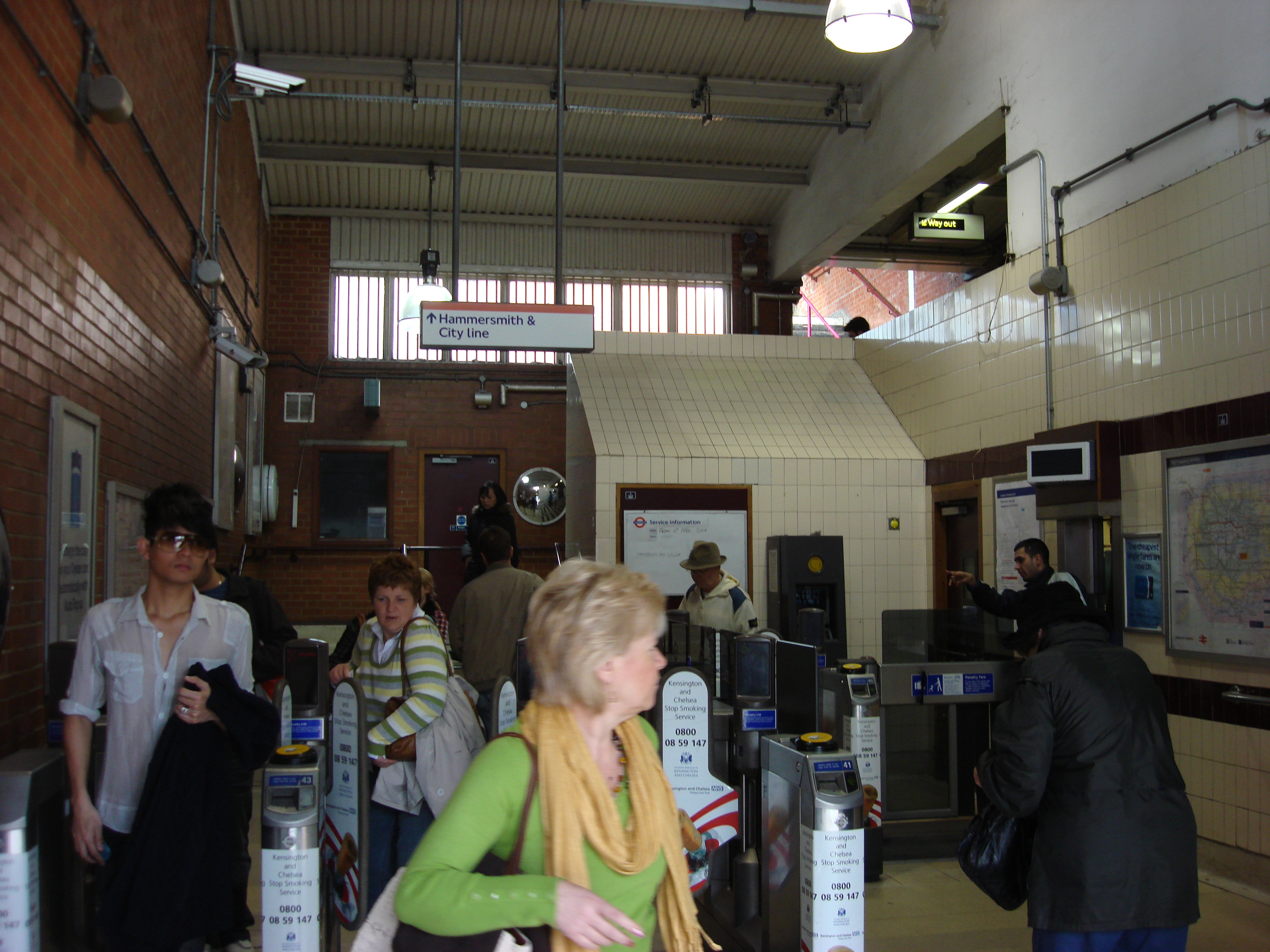
Ticket Office
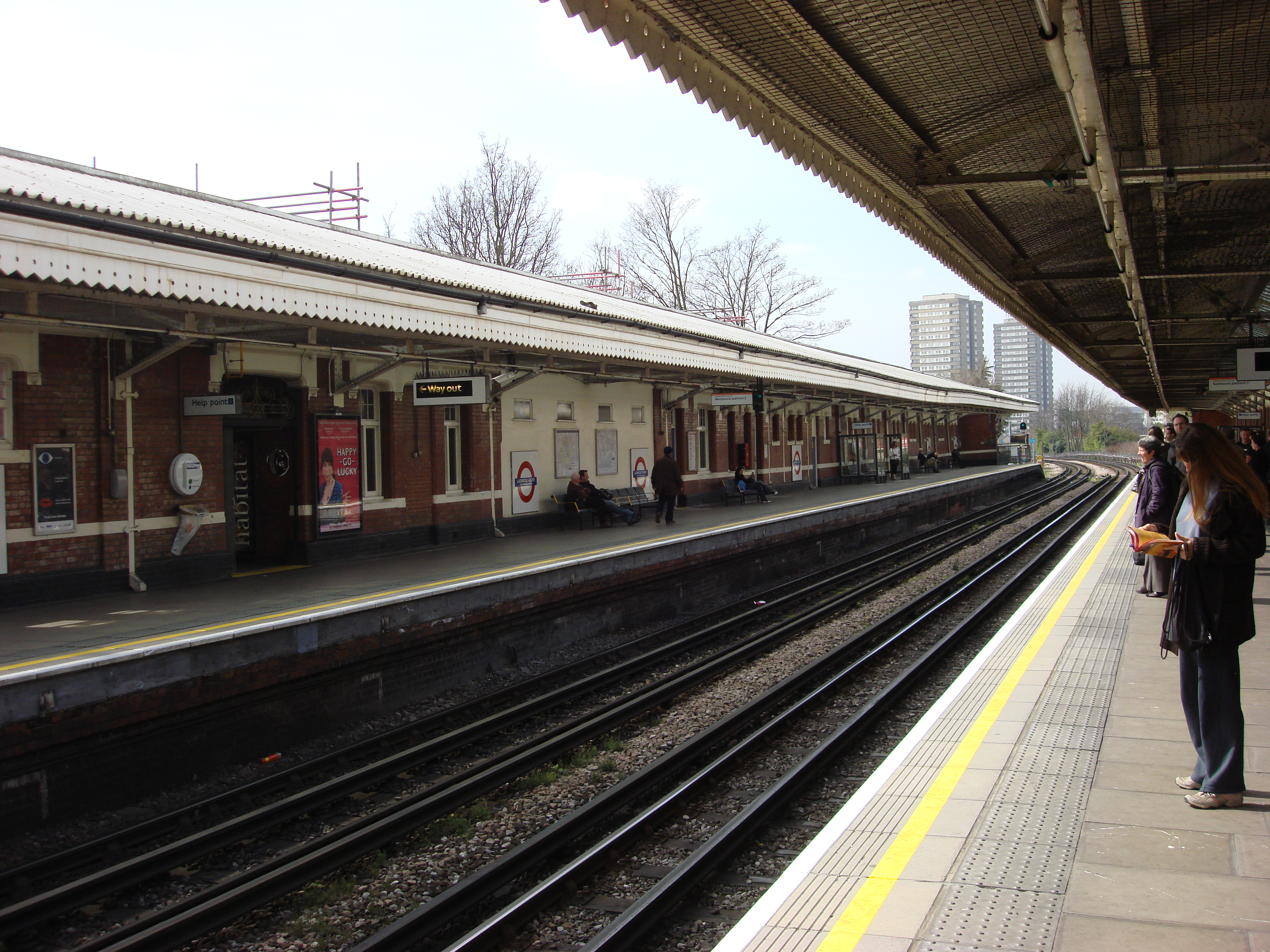
View from the Eastbound platform
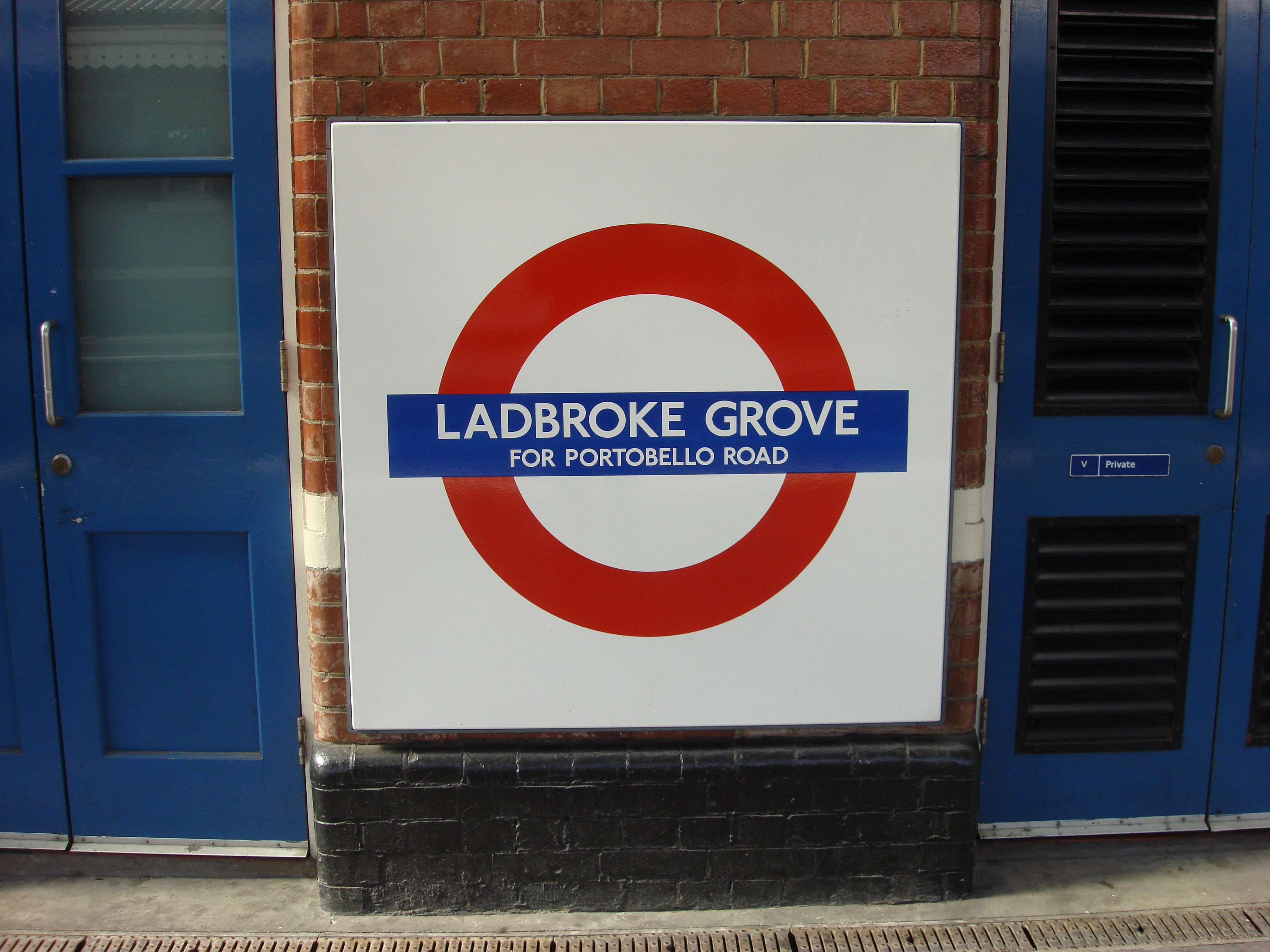
Roundel